# SOX2
SOX2（SRY-box transcription factor 2）は、未分化胚性幹細胞の自己複製や多能性の維持に必要不可欠な転写因子である。SOX2は胚性幹細胞や神経幹細胞の維持に重要な役割を果たす。
SOX2はSoxファミリーの転写因子であり、これらは哺乳類の発生の多くの段階で重要な役割を果たしていることが示されている。このタンパク質ファミリーには、約80アミノ酸からなるHMGボックスと呼ばれる高度に保存されたDNA結合ドメインが共通して存在する。
再生医学における新たな有望な分野である誘導多能性（人工多能性）に関する研究において、SOX2は多くの期待を集めている。

## 機能

### 幹細胞の多能性
マウスの胚性幹細胞で多能性を維持している白血病抑制因子（LIF）シグナルは、JAK-STATシグナル伝達経路の下流のSox2を活性化し、その後Klf4（KLFファミリーのメンバー）を活性化する。Oct4、Sox2、NanogはLIF経路の全ての多能性回路タンパク質の転写を正に調節している。
NPM1は細胞増殖に関与する転写調節因子であり、胚性幹細胞においてSox2、Oct4、Nanogとそれぞれ個別に複合体を形成している。これら3つの多能性因子は、多能性を制御するいくつかの遺伝子を調節する複雑な分子ネットワークに寄与している。Sox2はOct4と協働してにDNAの非回文配列に結合し、重要な多能性因子の転写を活性化する。Oct4-Sox2によるエンハンサーを介した調節はSox2が存在しない場合でも行われ、この作用は他のSoxタンパク質の発現によるものである可能性が高い。胚性幹細胞におけるSox2の主な役割はOct4の発現の制御であり、両者が同時に発現した際には両者の発現は永続的に維持される。
マウス胚性幹細胞を用いた実験では、Sox2はOct4、c-Myc、Klf4とともに人工多能性幹細胞の産生に十分であることが発見された。多能性の誘導に必要な転写因子がわずか4つであることが発見されたことで、その後の再生医学研究はわずかな操作で済むようになった。
多能性の喪失は、オス生殖細胞では一部のSox2、Oct4結合部位の高メチル化によって、また胚性幹細胞ではmiR-134によるSox2の転写後抑制によって調節されている。
Sox2レベルの変動は、胚性幹細胞の分化運命に影響を与える。Sox2は中内胚葉への分化を阻害し、神経外胚葉への分化を促進する。外胚葉系統への分化が誘導された際にNpm1/Sox2複合体が維持されることは、Sox2の外胚葉分化における機能的重要性を強調している。またノックアウトモデルの発生に関する研究からは、Sox2の欠乏は神経の奇形、そして最終的には胎生致死をもたらすことが示されており、胚発生におけるSox2の重要な役割はここでも強調されている。

### 神経幹細胞
神経発生過程において、Sox2は神経管で発生中の細胞や増殖中の中枢神経系前駆細胞で発現している。しかしながら、前駆細胞の分化過程の最後の細胞周期において、有糸分裂終了細胞となる際にSox2はダウンレギュレーションされる。Sox2を発現している細胞は、自己複製と分化した神経細胞種の産生の双方を行うことができ、これは幹細胞の必要条件となる特徴である。Notchシグナルと同様に、推定神経細胞区画においてSox2の発現を制御するシグナルは、神経細胞区画が最終的にどの程度のサイズとなるかを制御している。Sox2+神経幹細胞の増殖は、神経前駆細胞を生み出すだけでなく、Sox2+神経幹細胞集団も作り出す。生物種による脳のサイズの差異は、その種の発生中の神経系におけるSox2の発現を維持する能力と関係している。例えば、ヒトと類人猿の脳のサイズの差異はAsb11遺伝子の変異と関係しており、この遺伝子は発生中の神経系でSox2の上流の活性化因子として機能している。
成体の神経幹細胞を用いた誘導多能性細胞の作製が可能である。この細胞は胚性幹細胞よりも高レベルのSox2とc-Mycを発現しているため、神経幹細胞から人工多能性幹細胞を誘導するためには2つの外因性因子（そのうち1つは必ずOct4）で十分であり、多能性の誘導のための複数の因子の導入と関係した合併症や危険性を低下させることができる。

### 眼の異常
SOX2遺伝子の変異は、眼の重篤な構造的異常である視神経低形成および症候群性小眼球症と関係している。

### がん
肺の発生において、Sox2は気管支樹の分枝形態形成や気道上皮の分化を制御している。Sox2の過剰発現は神経内分泌細胞、胃腸細胞、基底細胞の増加を引き起こす。正常な条件下では、Sox2は成体の気管上皮で自己複製を行い、そして適切な割合で基底細胞を生み出している。しかしながら、マウスの発生中と成体の肺において、Sox2の過剰発現は広範囲で上皮過形成を、そして最終的には癌腫を引き起こす。
扁平上皮癌では、3q26.3領域を標的とした遺伝子増幅が高頻度で生じている。SOX2遺伝子はこの領域に位置しており、がん遺伝子として特徴づけられる。しかしながら、食道腺癌においてはSOX2の喪失が予後の悪さと強く関係しており、がん抑制遺伝子としても特徴づけられる。そのため、がんにおけるSOX2の機能は多面的なものとするのが妥当である。SOX2は肺扁平上皮癌においてアップレギュレーションされている重要な因子であり、腫瘍のプログレッションに関与する多くの遺伝子を駆動する。マウスでは、Sox2の過剰発現はLkb1の発現喪失と協働して肺扁平上皮癌を促進する。SOX2の過剰発現は細胞遊走と足場非依存性増殖も活性化する。
SOX2の発現は高グリソンスコアの前立腺癌でもみられ、去勢抵抗性前立腺癌の成長を促進する。
SOX2の異所性発現は大腸癌細胞の異常な分化と関係している可能性がある。
SOX2は乳癌のタモキシフェン抵抗性の獲得に関係していることが示されている。
膠芽腫細胞では、SOX2が幹細胞性を誘導し維持するために必要な転写因子であることが確立されている。

## 甲状腺ホルモンによる調節
Sox2プロモーターの上流領域には3つの甲状腺ホルモン応答エレメント（thyroid hormone response element、TRE）が存在する。甲状腺モルモン（T3）がこのエンハンサー領域を介してSox2の発現を制御していることが示唆されている。増殖中で遊走中の神経幹細胞ではTRα1（甲状腺ホルモン受容体）の発現が増加している。甲状腺ホルモンシグナルによって媒介されるSox2の転写抑制は神経幹細胞の分化の決定と脳室下帯からの遊走を可能にする。甲状腺ホルモンの欠乏、特に妊娠初期の欠乏は中枢神経系の発生の異常をもたらす。胎児発生時の甲状腺機能低下によって、身体発育不全と精神遅滞で特徴づけられる先天性甲状腺機能低下症（クレチン症）など、さまざまな神経系の欠陥が生じることもこの結論を支持している。甲状腺機能低下症はさまざまな原因によって引き起こされるが、レボチロキシンなどのホルモン療法による治療が行われるのが一般的である。

## 相互作用
SOX2はPAX6、NPM1、Oct4と相互作用することが示されている。SOX2はRex1、Oct3/4と協働的に調節を行うことが示されている。

## 関連文献
- “Pairing SOX off: with partners in the regulation of embryonic development”. Trends in Genetics 16 (4):  182–7. (April 2000). doi:10.1016/S0168-9525(99)01955-1. PMID 10729834.
- “Twenty pairs of sox: extent, homology, and nomenclature of the mouse and human sox transcription factor gene families”. Developmental Cell 3 (2):  167–70. (August 2002). doi:10.1016/S1534-5807(02)00223-X. PMID 12194848.
- “Developmental malformations of the eye: the role of PAX6, SOX2 and OTX2”. Clinical Genetics 69 (6):  459–70. (June 2006). doi:10.1111/j.1399-0004.2006.00619.x. PMID 16712695.
- “Developmental-specific activity of the FGF-4 enhancer requires the synergistic action of Sox2 and Oct-3”. Genes & Development 9 (21):  2635–45. (November 1995). doi:10.1101/gad.9.21.2635. PMID 7590241.
- “The cDNA sequence and chromosomal location of the human SOX2 gene”. Mammalian Genome 5 (10):  640–2. (October 1994). doi:10.1007/BF00411460. PMID 7849401.
- “Normalization and subtraction: two approaches to facilitate gene discovery”. Genome Research 6 (9):  791–806. (September 1996). doi:10.1101/gr.6.9.791. PMID 8889548.
- “High-resolution structures of three new trypsin-squash-inhibitor complexes: a detailed comparison with other trypsins and their complexes”. Acta Crystallographica Section D 55 (Pt 1):  139–48. (January 1999). doi:10.1107/S090744499801052X. PMID 10089404.
- “Serological identification of embryonic neural proteins as highly immunogenic tumor antigens in small cell lung cancer”. Proceedings of the National Academy of Sciences of the United States of America 97 (8):  4198–203. (April 2000). Bibcode: 2000PNAS...97.4198G. doi:10.1073/pnas.97.8.4198. PMC 18195. PMID 10760287.
- “Modulation of the activity of multiple transcriptional activation domains by the DNA binding domains mediates the synergistic action of Sox2 and Oct-3 on the fibroblast growth factor-4 enhancer”. The Journal of Biological Chemistry 275 (30):  23387–97. (July 2000). doi:10.1074/jbc.M000932200. PMID 10801796.
- “Pax6 and SOX2 form a co-DNA-binding partner complex that regulates initiation of lens development”. Genes & Development 15 (10):  1272–86. (May 2001). doi:10.1101/gad.887101. PMC 313803. PMID 11358870.
- “Mutations in SOX2 cause anophthalmia”. Nature Genetics 33 (4):  461–3. (April 2003). doi:10.1038/ng1120. PMID 12612584.
- “Identification of novel domains within Sox-2 and Sox-11 involved in autoinhibition of DNA binding and partnership specificity”. Journal of Biological Chemistry 278 (20):  17901–11. (May 2003). doi:10.1074/jbc.M212211200. PMID 12637543.
- “Pax6 autoregulation mediated by direct interaction of Pax6 protein with the head surface ectoderm-specific enhancer of the mouse Pax6 gene”. Developmental Biology 257 (1):  1–13. (May 2003). doi:10.1016/S0012-1606(03)00058-7. PMID 12710953.
- “SOX8 is expressed during testis differentiation in mice and synergizes with SF1 to activate the Amh promoter in vitro”. Journal of Biological Chemistry 278 (30):  28101–8. (July 2003). doi:10.1074/jbc.M304067200. PMID 12732652.
- “Crystal structure of a POU/HMG/DNA ternary complex suggests differential assembly of Oct4 and Sox2 on two enhancers”. Genes & Development 17 (16):  2048–59. (August 2003). doi:10.1101/gad.269303. PMC 196258. PMID 12923055.
- “Molecular basis for synergistic transcriptional activation by Oct1 and Sox2 revealed from the solution structure of the 42-kDa Oct1.Sox2.Hoxb1-DNA ternary transcription factor complex”. Journal of Biological Chemistry 279 (2):  1449–57. (January 2004). doi:10.1074/jbc.M309790200. PMID 14559893.
- “Down-regulation of a gastric transcription factor, Sox2, and ectopic expression of intestinal homeobox genes, Cdx1 and Cdx2: inverse correlation during progression from gastric/intestinal-mixed to complete intestinal metaplasia”. Journal of Cancer Research and Clinical Oncology 130 (3):  135–45. (March 2004). doi:10.1007/s00432-003-0519-6. PMID 14655050.